# Alexis Amore
Alexis Amore, pseudonimo di Fabiola Melgar García (Lima, 29 dicembre 1978), è una modella ed ex attrice pornografica peruviana.

## Biografia
Nata a Lima, in Perù, quando aveva nove anni la sua famiglia si trasferì a Hermosa Beach, in California. Iniziò come modella a 15 anni di età, e più tardi, come modella e conduttrice, lavorò per il canale Playboy TV.
La sua carriera nell'industria porno iniziò nel 1999, quando recitò nel film della Vivid Entertainment The Watcher 6.
Nel giugno 2004 ha siglato un accordo come attrice e regista presso la casa cinematografica pornografica Anabolic Video con la clausola di dirigere 10 film e recitare in altri 6, diventando così la prima "contract girl". Successivamente firmò un contratto con la Video Team, che non rinnovò nel 2006, quando si prese una pausa di un paio d'anni limitandosi a scene lesbiche, a causa della sua relazione sentimentale. Nello stesso periodo è apparsa sul programma spagnolo No te Duermas e El Poder a Porto Rico.
Nel 2008 annunciò che avrebbe ripreso la normale attività di attrice porno tornando a recitare in scene eterosessuali. Nel 2018 è stata inserita nella Hall of Fame degli AVN Awards, divenendo la prima pornoattrice peruviana a ricevere questo riconoscimento. Dopo otto anni di assenza dalle scene, ha annunciato che avrebbe aperto un canale OnlyFans e avrebbe partecipato a scene hardcore sia per DVD che per il Web.
Ha affermato di considerare l'attrice pornografica Olivia O'Lovely come una "Wifey". 

## Riconoscimenti
- 2003 AVN Award nominee – Best All-Girl Sex Scene, Video – Still Up in This XXX[12]
- 2006 AVN Award nominee – Best Tease Performance – Zrotique[13]
- 2006 AVN Award nominee – Best Group Sex Scene, Film – Sentenced[13]
- 2018 – Hall Of Fame - Video Branch[14]